# DKD-V
DKD-V – polski dwumiejscowy samolot sportowy w układzie zastrzałowego górnopłatu z przełomu lat 20. i 30. XX wieku, zaprojektowany i zbudowany w warsztatach 2 pułku lotniczego w Krakowie przez braci Stanisława i Mieczysława Działowskich. Oblatany w lipcu 1930 roku DKD-V był rozwinięciem poprzedniej konstrukcji Działowskich – DKD-IV. Samolot powstał z myślą o wzięciu udziału w międzynarodowych zawodach lotniczych Challenge 1930, jednak kilka dni przed nimi uległ kraksie i do startu nie doszło. Maszyny nie dopuszczono również do udziału w III Krajowym Konkursie Awionetek w Warszawie w 1930 roku. DKD-V używany był przez Ligę Obrony Powietrznej i Przeciwgazowej i Aeroklub Krakowski do połowy lat 30. XX wieku.

## Historia i użycie

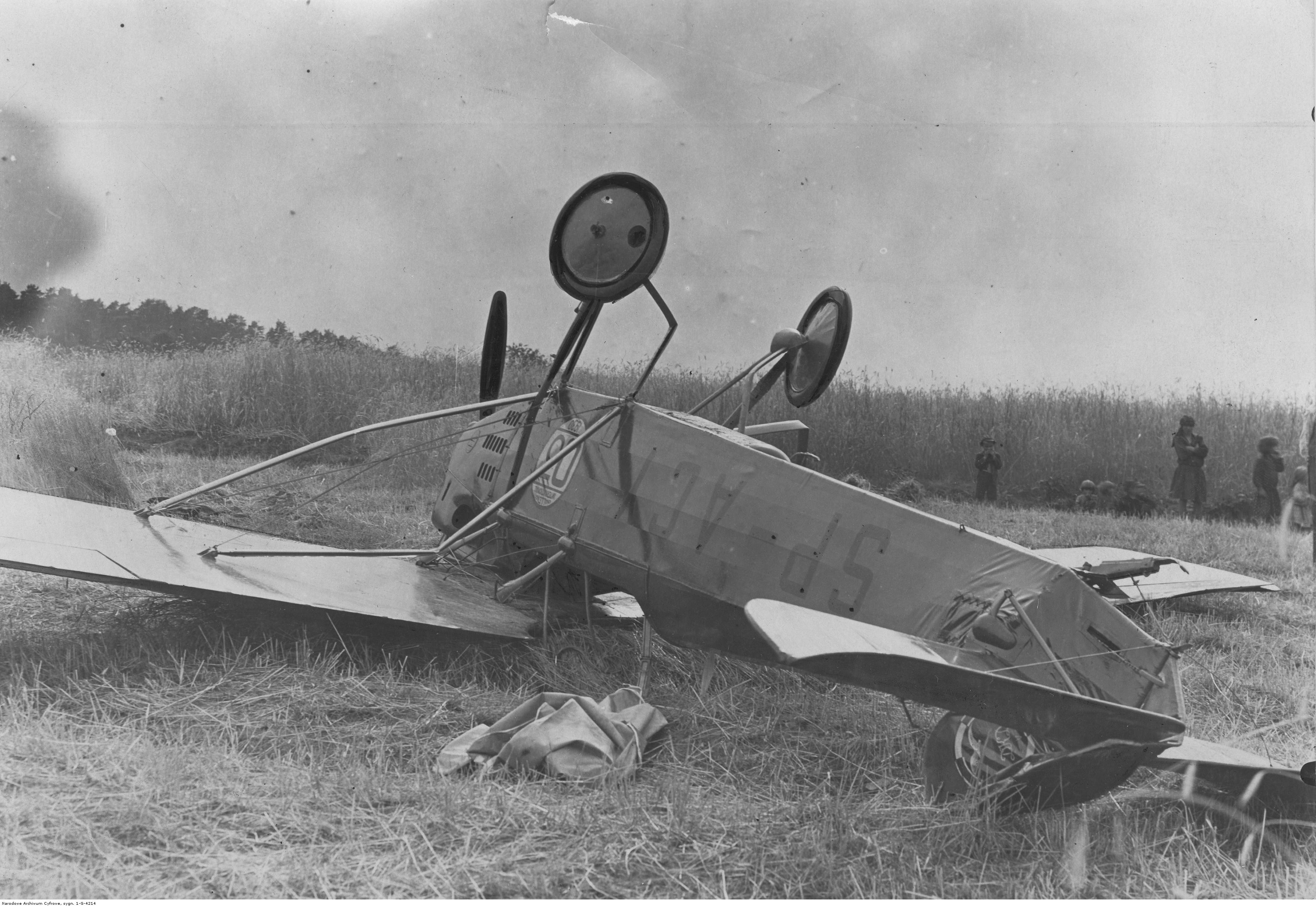
Rozbity DKD-V pod Końskimi

W drugiej połowie 1929 roku Stanisław i Mieczysław Działowscy na zamówienie krakowskiego okręgu Ligi Obrony Powietrznej i Przeciwgazowej rozpoczęli prace nad nowym projektem dwumiejscowego samolotu sportowego, będącego rozwinięciem ich poprzedniej konstrukcji – DKD-IV. Samolot zbudowano w warsztatach 2 pułku lotniczego w Krakowie z myślą o starcie w Międzynarodowych Zawodach Samolotów Turystycznych Challenge 1930, a jego koszt budowy wyniósł 5200 złotych. W odróżnieniu do poprzednich modeli do napędu samolotu zastosowano silnik rzędowy w miejsce gwiazdowego, przez co zmalał opór czołowy; inna była też konstrukcja kadłuba i bezosiowe podwozie. Silnik Cirrus III został zakupiony przez Ministerstwo Komunikacji i przekazany Aeroklubowi Akademickiemu w Krakowie, choć nadal stanowił własność Ministerstwa.
DKD-V został oblatany w pierwszej połowie lipca 1930 roku na lotnisku Rakowice-Czyżyny przez Stanisława Działowskiego. Samolot otrzymał numer rejestracyjny SP-ACY. Na kadłubie namalowano też numer startowy 03, z którym maszyna miała wystartować w Challenge. Podczas prób samolot pokonał 3000 km, przebywając w powietrzu 20 godzin.
15 lipca 1930 roku, podczas przelotu pilotowanej przez Stanisława Działowskiego (drugim członkiem załogi był kpt. Maciejewski) maszyny z Krakowa do Warszawy, skąd reprezentujące Polskę na Challenge samoloty miały razem odlecieć do Berlina, pękł miedziany przewód paliwowy. Silnik przestał pracować i pilot został zmuszony do lądowania w przygodnym terenie nieopodal Końskich. Samolot uderzył w stos kamieni polnych i skapotował, uszkadzając podwozie, skrzydła i zastrzały. Stanisław Działowski doznał poważnych obrażeń głowy, zaś kpt. Maciejewski wyszedł z kraksy bez szwanku.
Niedługo po wypadku samolot został naprawiony na koszt Ligi Obrony Powietrznej i Przeciwgazowej, przy pomocy mechaników 2 pułku lotniczego z Mieczysławem Działowskim na czele. 7 września 1930 roku DKD-V pilotowany przez sierż. S. Działowskiego wziął udział w organizowanym przez Aeroklub Akademicki w Krakowie II Locie Południowo-Zachodniej Polski. Uczestniczyło w nim dziewięć samolotów, a program obejmował m.in. lot okrężny na trasie Kraków – Nowy Targ – Katowice – Częstochowa – Kraków, próbę prędkości wznoszenia w ciągu 15 minut i próbę lądowania. Samolot Działowskich zajął w zawodach 3. miejsce z notą 146 punktów, ulegając PZL.5 (2. miejsce, 153 punkty) i RWD-2 (1. miejsce, 166 punktów). Działowski otrzymał też ⅓ nagrody Wojewódzkiego Komitetu LOPP w Kielcach w wysokości 600 zł dla konstruktora polskiego samolotu za największą sprawność (dzieląc ją po równo z konstruktorami RWD i Sido S-1).
Maszynę zgłoszono również do udziału w rozgrywanym od 24 września do 6 października 1930 roku III Krajowym Konkursie Awionetek w Warszawie. Z powodu przekroczenia dopuszczalnej masy własnej oraz braku dokumentów rejestracyjnych komisja konkursowa nie dopuściła jednak samolotu do rywalizacji. Komisja zabroniła też Działowskiemu powrotu lotem DKD-V do Krakowa, polecając demontaż samolotu i transport koleją. Stanisław Działowski złamał jednak zakaz i odleciał via Dęblin do Krakowa, wykonując „w odwecie” nad lotniskiem szereg niebezpiecznych akrobacji, przerwanych dopiero na rozkaz drugiego członka załogi, por. obs. Kosińskiego.
W kolejnych miesiącach DKD-V był wykorzystywany do lotów propagandowych na rzecz Ligi Obrony Powietrznej i Przeciwgazowej. Przekazano go później Aeroklubowi Akademickiemu, gdzie 7 czerwca 1931 roku otrzymał imię „Antoni”. Latem maszyna została przebudowana i służyła od tej pory jako przejściowy samolot treningowo-akrobacyjny. DKD-V był używany w Aeroklubie Krakowskim jeszcze przez kilka lat.
Rozwinięciem konstrukcji były niezrealizowane projekty trzymiejscowych samolotów turystycznych DKD-VII i DKD-VIII, które powstały w 1930 roku.

## Opis konstrukcji i dane techniczne

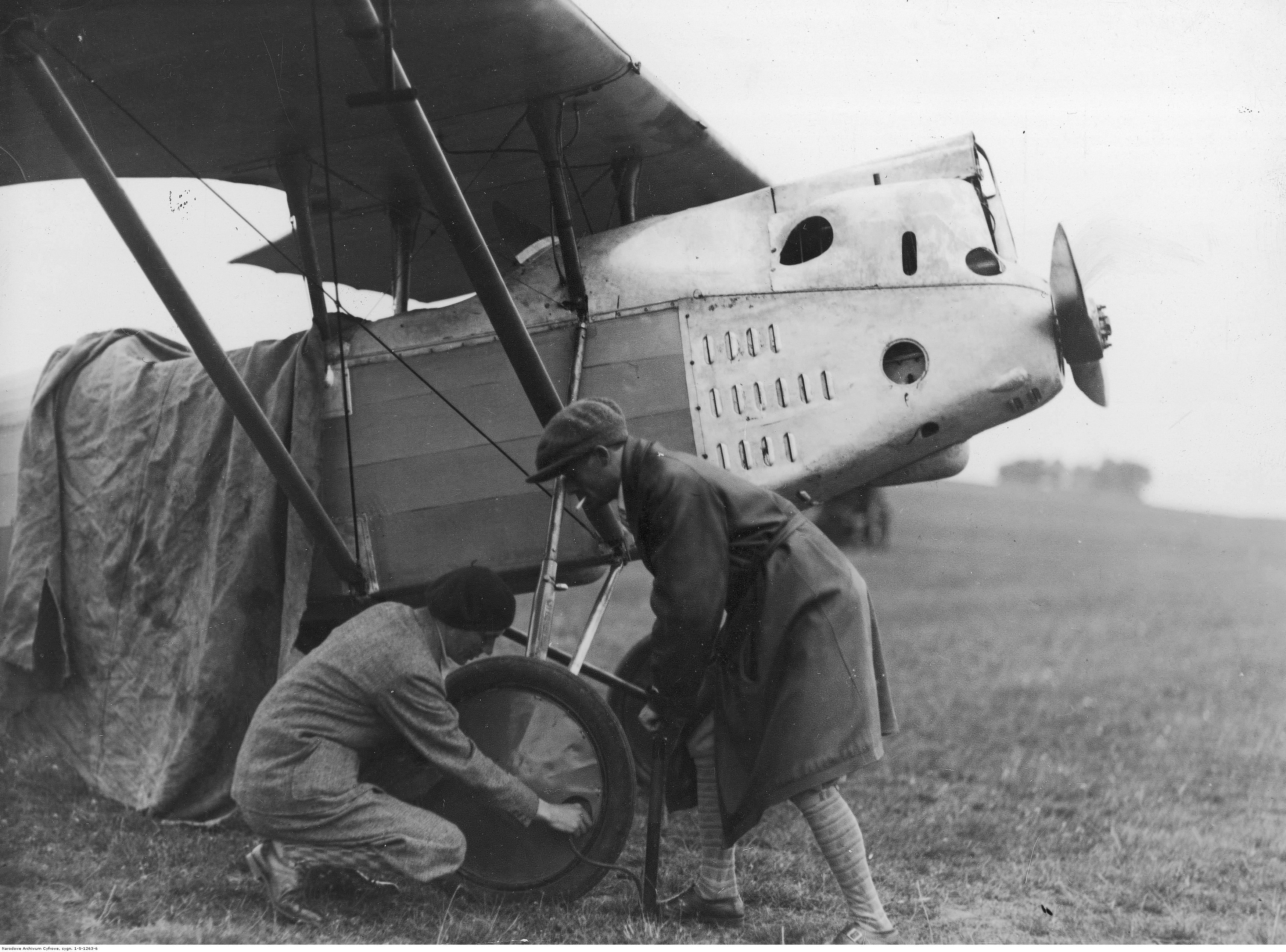
II Lot Południowo-Zachodniej Polski w 1930 roku Pompowanie koła w DKD-V

DKD-V był jednosilnikowym, dwumiejscowym, sportowym górnopłatem typu parasol o konstrukcji mieszanej. Kadłub tworzyła kratownica wykonana z rur duralowych połączonych stalowymi spawanymi kolankami, wykrzyżowana drutami stalowymi. Kabiny otwarte, osłonięte wiatrochronami.
Płat o obrysie trapezowym, dwudźwigarowy, trójdzielny, konstrukcji drewnianej, kryty płótnem; część środkowa (baldachim przymocowana do kadłuba słupkami z rur stalowych. Płat podparty był dwiema parami zastrzałów wykonanych z rur duralowych, usztywnionych drutem stalowym. Rozpiętość skrzydeł wynosiła 10 metrów, a powierzchnia nośna 18 m². Skrzydła były składane, co ułatwiało transport i hangarowanie. Lotki i stery poruszane były linkami.
Długość samolotu wynosiła 6,6 metra, a wysokość 2,7 metra. Masa własna płatowca wynosiła 440 kg, masa użyteczna 210 kg, zaś masa całkowita (startowa) 650 kg. Obciążenie powierzchni wynosiło 36 kg/m². Usterzenie miało konstrukcję drewnianą.
Podwozie główne dwukołowe, bezosiowe, z rur stalowych, z amortyzatorami olejowo-powietrznymi i hamulcami; z tyłu amortyzowana sznurem gumowym płoza ogonowa.
Napęd DKD-V stanowił chłodzony powietrzem, 4-cylindrowy silnik rzędowy Cirrus III o mocy nominalnej 63 kW (85 KM) przy 1900 obr./min (moc startowa wynosiła 94 KM przy 2100 obr./min) i masie 130 kg. Silnik napędzał stałe, drewniane, dwułopatowe śmigło ciągnące. Obciążenie mocy wynosiło 7,65 kg/KM. Zbiornik paliwa znajdował się w przedniej części kadłuba za silnikiem. Prędkość maksymalna na poziomie morza wynosiła 175 km/h, prędkość przelotowa 150 km/h, zaś prędkość minimalna 75 km/h. Maszyna osiągała pułap 3500 metrów z prędkością wznoszenia wynoszącą 2,5 m/s. Czas wznoszenia na wysokość 1000 metrów wynosił 6 minut. DKD-V charakteryzował się rozbiegiem wynoszącym 110 metrów i dobiegiem 50 metrów.